# Luc Leman
Luc Leman (Roeselare, 30 aprile 1953) è un ex ciclista su strada belga, professionista dal 1974 al 1979, vincitore di una tappa alla Vuelta a España.
Anche suo fratello maggiore Eric Leman è stato un ciclista professionista

## Carriera
Dopo aver fatto parte della nazionale belga ai Campionati mondiali di ciclismo su strada di Montréal nella prova della cronosquadre, passò professionista nel settembre 1974.
L'anno dopo, nella sua prima vera stagione da professionista, ottenne tre successi, fra i quali una frazione della Vuelta a España, la quinta, da Águilas a Murcia. In questa annata colse anche alcuni piazzamenti nelle classiche corse in linea belghe, fu quinto nel Grand Prix Jef Scherens, sesto nella Dwars door België, settimo alla Nokere Koerse.
Il 1976 lo vide protagonista nella prima parte di stagione. Già a febbraio colse tre successi di tappa alla Étoile de Bessèges, un breve corsa a tappe francese, che concluderà al quarto posto della classifica generale. Sempre in francia sarà nono nella classifica generale del Tour Méditerranéen. A marzo fu quinto nella Omloop Het Volk, settimo alla Dwars door België e terzo nella Amstel Gold Race, mentre ad aprile si aggiudicò la Nokere Koerse.
Nel 1977 Leman vinse un paio di kermesse in Belgio e fra i piazzamenti colse il secondo posto nella Dwars door België dietro Walter Planckaert e il sesto alla E3 Prijs Vlaanderen - Harelbeke.
Le due stagioni successive furono meno ricche di risultati, anche se Leman riuscì ugualmente ad aggiudicarsi alcuni successi, fra cui due frazioni nel Tour Méditerranéen, una nel 1978 e una nel 1979.

## Palmarès
- 1973 (dilettanti)

Internatie Reningelst
- 1974 (dilettanti)

Prix Ardooie
2ª tappa Tour du Loir-et-Cher
- 1975

Circuit de Flandre centrale
Circuit des régiones frontières - Ledegem
5ª tappa Vuelta a España
- 1976

Nokere Koerse
Circuit de Flandre centrale
3ª tappa Étoile de Bessèges
4ª tappa Étoile de Bessèges
6ª tappa Étoile de Bessèges
- 1978

Omloop van de Westkust - De Panne
1ª tappa, 1ª semitappa Tour Méditerranéen
- 1979

2ª tappa, 1ª semitappa Tour Méditerranéen

### Altri successi
- 1971 (dilettanti)

Criterium di Ronse
- 1976

Kermesse di Gistel
- 1977

Omloop van de Vlasstreek - Heule (Kermesse)
Kermesse di Oostakker
- 1978

Kermesse di Heusden-Zolder

## Piazzamenti

### Grandi Giri
- Vuelta a España

1975: ritirato

### Classiche monumento
- Milano-Sanremo

1976: 11º
1977: 32º
- Giro delle Fiandre

1977: 15º

### Competizioni mondiali
- Campionati del mondo

Montreal 1974 - Cronosquadre: 16º